# Constantin Niculae
Constantin Niculae (* 1. April 1955 in Uliești, Kreis Dâmbovița) ist ein ehemaliger rumänischer Judoka. Er war 1981 Vizeweltmeister und  Europameister im Halbleichtgewicht, der Gewichtsklasse bis 65 Kilogramm.

## Sportliche Karriere
Der 1,73 m große Constantin Niculae belegte bei den Weltmeisterschaften 1979 den fünften Platz. Nachdem er im Halbfinale gegen Nikolai Soloduchin aus der Sowjetunion verloren hatte, unterlag er auch im Kampf um Bronze gegen den Polen Janusz Pawłowski. Bei den Europameisterschaften 1980 gewann Niculae eine Bronzemedaille. Zweieinhalb Monate nach den Europameisterschaften fanden in Moskau die Olympischen Spiele 1980 statt. Niculae unterlag in seinem ersten Kampf dem Brasilianer Luis Onmura durch eine Koka-Wertung und schied aus.
1981 siegte Niculae im Finale der Europameisterschaften in Debrecen gegen den Franzosen Thierry Rey. Bei den Weltmeisterschaften 1981 in Maastricht bezwang Niculae im Achtelfinale den Brasilianer Mario Tsutsui und im Viertelfinale den Niederländer Hans Hoogendijk. Im Halbfinale schlug er Pjotr Ponomarow aus der Sowjetunion. Nach seiner Finalniederlage gegen den Japaner Katsuhiko Kashiwazaki erhielt Niculae die Silbermedaille. 1982 belegte er bei den Europameisterschaften in Rostock den siebten Platz. Im Jahr darauf verlor er bei den Weltmeisterschaften 1983 in Moskau im Achtelfinale gegen Janusz Pawłowski. Bei den Olympischen Spielen 1984 in Los Angeles besiegte Niculae den Mexikaner Gerardo Padilla durch Schiedsrichterentscheid und im Achtelfinale Bienvenu Mbida aus Zaire durch Ippon. Im Viertelfinale unterlag er dem Japaner Yoshiyuki Matsuoka nach 2:16 Minuten. Nach seiner Niederlage gegen den Briten Stephen Gawthorpe in der Hoffnungsrunde belegte Niculae den siebten Platz.